# America's Least Wanted
Albums de Ugly Kid Joe
As Ugly as They Wanna Be (Ep)
(1991) Menace to Sobriety
(1995)
Singles
1. Neighbor
Sortie : août 1992
2. So Damn Cool
Sortie : novembre 1992
3. Cats in the Cradle
Sortie : mars 1993
4. Busy Bee
Sortie : juin 1993

America's Least Wanted est le premier album du groupe de rock californien, Ugly Kid Joe. Il sortit le 8 septembre 1992 sur le label américain Mercury Records et se vendra à plus de deux millions d'exemplaires aux États-Unis. Le titre parodie la célèbre émission de télévision américaine America's Most Wanted.

## Historique

### L'enregistrement
Fort du succès de son premier EP, As Ugly as They Wanna Be (# 4 au Billboard 200) sorti en octobre 1991, le groupe entre au printemps 1992 dans les Studios Devonshire à North Hollywood pour enregistrer son premier album. Le temps presse, le groupe fait la première partie de la tournée No More Tours Tour d'Ozzy Osbourne à partir du 9 juin. Le producteur américain Mark Dobson (Suicidal Tendencies, Anthrax) est sollicité pour la réalisation de l'album.
Dès le début des enregistrements, le guitariste Roger Lahr quitte le groupe pour divergences musicales, il est remplacé par Dave Fortman (ex Sugartooth). Whitfield Crane sera obligé de rentrer fréquemment sur Los Angeles pour finir d'enregistrer ses parties vocales alors que le groupe est déjà sur la route avec Ozzy. Deux chansons du précédent Ep, Everyting About You et Madman seront reprises sur l'album ainsi qu'une adaptation musclée d'une chanson folk d'Harry Chapin, Cat's in the Cradle.
De nombreux invités participent à l'enregistrement de l'album, Rob Halford (Judas Priest) vient hurler sur Goddamn Devil, Dean Pleasants (Infectious Grooves, Suicidal Tendencies) joue de la guitare sur Same Side et l'actrice Julia Sweeney (Saturday Night Live) est responsable de l'intro de Everything About You.

### La pochette
Alors que l'album est terminé, se pose le problème de la pochette. On y voit la mascotte du groupe, Joe, trônant à la place de la statue de la Liberté, faisant un doigt d'honneur d'une main et tenant un magazine porno dans l'autre. Certaines chaines de magasins américains refusèrent de vendre l'album avec cette pochette, il fallut alors en créer une nouvelle pour satisfaire tout le monde. Cette dernière représente, Joe, bâillonné, ligoté, enchainé avec un boulet aux pieds et la main droite entourée de ruban adhésif.

### Singles
Quatre singles seront tirés de l'album, Neighbor, So Damn Cool, Cat's in the Cradle et Busy Bee, cinq en comptant Everything About You paru en mai 1992. Ce dernier titre entra dans les charts français le 31 octobre 1992 et atteindra la 25e place. Cat's in the Cradle se classa 6e dans les charts du Billboard Hot 100 et atteindra la première place dans les charts australiens. Les autres singles se classeront aussi dans les divers charts américains et mondiaux.

### Réception
Malgré des critiques mitigées, America's Least Wanted est un grand succès et l'album du groupe qui se vendra le plus. Il atteindra la 27e place du Billboard 200 aux États-Unis, la 11e dans les charts britanniques, et entra dans le top 10 an Allemagne, Australie, Autriche et Norvège. En France, il se hissa à la 33e place et resta classé sept semaines et sera certifié disque d'or pour 100 000 exemplaires vendus.

## Liste des titres
- Toutes les chansons à l'exception de Cat's in the Cradle sont créditées à Ugly Kid Joe. Les véritables auteurs sont listés ci-dessous [5].

| No  | Titre                | Auteur                                         | Durée |
| --- | -------------------- | ---------------------------------------------- | ----- |
| 1.  | Neighbor             | Whitfield Crane, Klaus Eichstadt               | 4:45  |
| 2.  | Goddamn Devil        | Eichstadt                                      | 4:55  |
| 3.  | Come Tomorrow        | Crane, Cordell Crockett, Eichstadt, Roger Lahr | 4:55  |
| 4.  | Panhandlin' Prince   | Crane, Eichstadt                               | 5:42  |
| 5.  | Busy Bee             | Dave Fortman                                   | 4:10  |
| 6.  | Don't Go             | Crane, Eric Phillips                           | 4:33  |
| 7.  | So Damn Cool         | Crane, Eichstadt                               | 4:26  |
| 8.  | Same Side            | Crane, Crockett, Eichstadt                     | 4:51  |
| 9.  | Cat's in the Cradle  | Harry and Sandra Chapin                        | 4:02  |
| 10. | I'll Keep Tryin'     | Eichstadt, Alan Reed                           | 4:59  |
| 11. | Everything About You | Crane, Eichstadt                               | 4:20  |
| 12. | Madman               | Eichstadt                                      | 3:37  |
| 13. | Mr. Recordman        | Eichstadt                                      | 4:06  |

## Musiciens

### Musiciens du groupe
- Whitfield Crane : chant
- Cordell Crockett : basse, chœurs
- Klaus Eichstadt : guitares, chœurs, chant sur Mr. Recordman
- Dave Fortman : guitares, chœurs
- Mark Davis : batterie, percussions

### Musiciens additionnels
- Stephen Perkins : percussions sur les titres 1, 3, 4 et 8.
- Dean Pleasants : guitare rythmique sur Same Side.
- Carrie Hamilton : piano sur Everything  About You.
- Jennifer Barry : chœurs sur les titres 1,5 & 9.
- Rob Halford : chœurs sur Goddamn Devil.
- Julia Sweeney : récit sur Goddamn Devil et Everything About You.

## Charts & certifications

### Album
Charts
| Pays                                 | Durée du classement | Meilleur classement | Date              |
| ------------------------------------ | ------------------- | ------------------- | ----------------- |
| Allemagne (GfK Entertainment)        | 39 semaines         | 10e                 | 14 juin 1993      |
| Australie (ARIA Charts)              | 43 semaines         | 7e                  | 25 avril 1993     |
| Autriche (Ö3 Austria Top 40)         | 23 semaines         | 4e                  | 18 juillet 1993   |
| Canada (RPM)                         | 43 semaines         | 14e                 | 15 mai 1993       |
| États-Unis (Billboard 200)           | 51 semaines         | 27e                 | 24 avril 1993     |
| France (SNEP)                        | 7 semaines          | 33e                 | 30 septembre 1992 |
| Norvège (VG-lista)                   | 14 semaines         | 8e                  | 7 septembre 1992  |
| Nouvelle-Zélande (RMNZ Albums Top40) | 10 semaines         | 13e                 | 25 avril 1993     |
| Pays-Bas (MegaCharts)                | 22 semaines         | 31e                 | 17 juillet 1993   |
| Royaume-Uni (UK Albums Chart)        | 24 semaines         | 11e                 | 6 septembre 1992  |
| Suède (Sverigetopplistan)            | 9 semaines          | 21e                 | 16 septembre 1992 |
| Suisse (Schweizer Hitparade)         | 21 semaines         | 16e                 | 27 septembre 1992 |

Certifications
| Pays       | Certification | Ventes      | Date             |
| ---------- | ------------- | ----------- | ---------------- |
| Australie  | 2 × Platine   | 140 000 +   | 1993             |
| Autriche   | Or            | 25 000 +    | 7 septembre 1993 |
| Canada     | Platine       | 100 000 +   | 8 avril 1993     |
| États-Unis | 2 × Platine   | 2 000 000 + | 16 mai 1995      |
| France     | Or            | 100 000 +   | 1993             |
| Suisse     | Or            | 25 000 +    | 1993             |

### Singles
Everything About You
| Chart                    | Durée du classement | Position | Date             |
| ------------------------ | ------------------- | -------- | ---------------- |
| (Hot 100)                | 20 semaines         | 9e       | 2 mai 1992       |
| (Mainstream Rock Tracks) | 21 semaines         | 6e       | 28 mars 1992     |
| (Radio Songs)            | 12 semaines         | 37e      | 9 mai 1992       |
| (Single Top 100)         | 19 semaines         | 11e      | 13 juillet 1992  |
| (V) (Ultratop)           | 9 semaines          | 8e       | 25 juillet 1992  |
| (RPM Top Singles)        | 14 semaines         | 37e      | 30 mai 1992      |
| (Single Top 100)         | 12 semaines         | 25e      | 12 décembre 1992 |
| (IRMA)                   | 7 semaines          | 5e       | 14 mai 1992      |
| (VG-lista)               | 5 semaines          | 5e       | 29 juin 1992     |
| (Single Top 100)         | 16 semaines         | 6e       | 4 juillet 1992   |
| (UK Singles Chart)       | 9 semaines          | 3e       | 31 mai 1992      |
| (Sverigetopplistan)      | 7 semaines          | 15e      | 24 juin 1992     |
| (Schweizer Hitparade)    | 13 semaines         | 14e      | 7 juin 1992      |

Neighbor
| Chart                    | Durée du classement | Position | Date             |
| ------------------------ | ------------------- | -------- | ---------------- |
| (Mainstream Rock Tracks) | 4 semaines          | 29e      | 17 octobre 1992  |
| (ARIA Charts)            | 19 semaines         | 28e      | 22 novembre 1992 |
| (IRMA)                   | 3 semaines          | 19e      | 20 août 1992     |
| (UK Singles Chart)       | 4 semaines          | 8e       | 23 août 1992     |

So Damn Cool
| Chart              | Durée du classement | Position | Date            |
| ------------------ | ------------------- | -------- | --------------- |
| (UK Singles Chart) | 2 semaines          | 44e      | 25 octobre 1992 |

Cat's in the Cradle
| Chart                    | Durée du classement | Position | Date            | Certifications |
| ------------------------ | ------------------- | -------- | --------------- | -------------- |
| (Hot 100)                | 20 semaines         | 6e       | 10 avril 1993   | Or · Platine   |
| (Mainstream Rock Tracks) | 14 semaines         | 3e       | 3 avril 1993    | Or · Platine   |
| (Radio Songs)            | 18 semaines         | 27e      | 17 avril 1993   | Or · Platine   |
| (Single Top 100)         | 29 semaines         | 10e      | 7 juin 1993     | Or · Platine   |
| (ARIA Charts)            | 20 semaines         | 1er      | 28 mars 1993    | Or · Platine   |
| (Ö3 Austria Top 40)      | 13 semaines         | 7e       | 15 août 1993    | Or · Platine   |
| (V) (Ultratop)           | 15 semaines         | 20e      | 10 juillet 1993 | Or · Platine   |
| (RPM Top Singles)        | 17 semaines         | 13e      | 10 avril 1993   | Or · Platine   |
| (Single Top 100)         | 7 semaines          | 28e      | 9 octobre 1993  | Or · Platine   |
| (IRMA)                   | 11 semaines         | 3e       | 21 mars 1993    | Or · Platine   |
| (VG-lista)               | 17 semaines         | 2e       | 14 juin 1993    | Or · Platine   |
| (RMNZ Singles Top40)     | 19 semaines         | 4e       | 11 avril 1993   | Or · Platine   |
| (Single Top 100)         | 13 semaines         | 12       | 5 juin 1993     | Or · Platine   |
| (UK Singles Chart)       | 9 semaines          | 7e       | 21 mars 1993    | Or · Platine   |
| (Sverigetopplistan)      | 9 semaines          | 4e       | 19 mai 1993     | Or · Platine   |
| (Schweizer Hitparade)    | 22 semaines         | 5e       | 11 juillet 1993 | Or · Platine   |

Busy Bee
| Chart                    | Durée du classement | Position | Date            |
| ------------------------ | ------------------- | -------- | --------------- |
| (Mainstream Rock Tracks) | 6 semaines          | 22e      | 5 juin 1993     |
| (ARIA Charts)            | 4 semaines          | 39e      | 11 juillet 1993 |
| (UK Singles Chart)       | 2 semaines          | 39e      | 13 juin 1993    |